# Byggregler
Byggregler är regler kring byggande, som ofta utgörs av bindande regler med minimikrav för bland annat byggnaders säkerhet.

## Byggregler i olika länder
I Sverige fastställs byggregler av Boverket. De viktigaste reglerna samlas i ett dokument med föreskrifter och allmänna råd, Boverkets byggregler.